# Буковица (Ивањица)
Буковица је насеље у Србији у општини Ивањица у Моравичком округу. Према попису из 2022. било је 1478 становника (према попису из 1991. било је 1621 становника).

## Демографија
У насељу Буковица живи 1337 пунолетних становника, а просечна старост становништва износи 36,9 година (36,2 код мушкараца и 37,6 код жена). У насељу има 508 домаћинстава, а просечан број чланова по домаћинству је 3,32.
Ово насеље је великим делом насељено Србима (према попису из 2002. године), а у последња три пописа, примећен је пораст у броју становника.
|  |

| Демографија | Демографија | Демографија |
| Година      | Становника  | Становника  |
| ----------- | ----------- | ----------- |
| 1948.       | 756         |             |
| 1953.       | 836         |             |
| 1961.       | 875         |             |
| 1971.       | 1.013       |             |
| 1981.       | 1.334       |             |
| 1991.       | 1.621       | 1.617       |
| 2002.       | 1.686       | 1.727       |
| 2011.       | 1.669       |             |

| Етнички састав према попису из 2002.‍ | Етнички састав према попису из 2002.‍ | Етнички састав према попису из 2002.‍ | Етнички састав према попису из 2002.‍ | Етнички састав према попису из 2002.‍ |
| ------------------------------------ | ------------------------------------ | ------------------------------------ | ------------------------------------ | ------------------------------------ |
|                                      |                                      |                                      |                                      |                                      |
| Срби                                 | Срби                                 |                                      | 1.670                                | 99,05%                               |
| Роми                                 | Роми                                 |                                      | 6                                    | 0,35%                                |
| Црногорци                            | Црногорци                            |                                      | 5                                    | 0,29%                                |
| Југословени                          | Југословени                          |                                      | 2                                    | 0,11%                                |
| Хрвати                               | Хрвати                               |                                      | 1                                    | 0,05%                                |
| Македонци                            | Македонци                            |                                      | 1                                    | 0,05%                                |
| непознато                            | непознато                            |                                      | 1                                    | 0,05%                                |

| Година пописа     | 1948. | 1953. | 1961. | 1971. | 1981. | 1991. | 2002. |
| ----------------- | ----- | ----- | ----- | ----- | ----- | ----- | ----- |
| Број домаћинстава | 150   | 151   | 185   | 235   | 355   | 443   | 508   |

| Број чланова      | 1  | 2  | 3   | 4   | 5  | 6  | 7 | 8 | 9 | 10 и више | Просек |
| ----------------- | -- | -- | --- | --- | -- | -- | - | - | - | --------- | ------ |
| Број домаћинстава | 56 | 95 | 119 | 156 | 48 | 26 | 3 | 3 | 2 | 0         | 3,32   |

| Пол    | Укупно | Неожењен/Неудата | Ожењен/Удата | Удовац/Удовица | Разведен/Разведена | Непознато |
| ------ | ------ | ---------------- | ------------ | -------------- | ------------------ | --------- |
| Мушки  | 698    | 225              | 433          | 19             | 20                 | 1         |
| Женски | 713    | 172              | 441          | 67             | 31                 | 2         |
| УКУПНО | 1.411  | 397              | 874          | 86             | 51                 | 3         |

| Пол    | Укупно                    | Пољопривреда, лов и шумарство | Рибарство                            | Вађење руде и камена | Прерађивачка индустрија       |
| ------ | ------------------------- | ----------------------------- | ------------------------------------ | -------------------- | ----------------------------- |
| Мушки  | 359                       | 21                            | 0                                    | 0                    | 188                           |
| Женски | 334                       | 9                             | 0                                    | 0                    | 218                           |
| УКУПНО | 693                       | 30                            | 0                                    | 0                    | 406                           |
| Пол    | Производња и снабдевање   | Грађевинарство                | Трговина                             | Хотели и ресторани   | Саобраћај, складиштење и везе |
| Мушки  | 6                         | 48                            | 29                                   | 8                    | 17                            |
| Женски | 3                         | 6                             | 26                                   | 8                    | 15                            |
| УКУПНО | 9                         | 54                            | 55                                   | 16                   | 32                            |
| Пол    | Финансијско посредовање   | Некретнине                    | Државна управа и одбрана             | Образовање           | Здравствени и социјални рад   |
| Мушки  | 2                         | 4                             | 12                                   | 6                    | 9                             |
| Женски | 3                         | 2                             | 2                                    | 13                   | 25                            |
| УКУПНО | 5                         | 6                             | 14                                   | 19                   | 34                            |
| Пол    | Остале услужне активности | Приватна домаћинства          | Екстериторијалне организације и тела | Непознато            | Непознато                     |
| Мушки  | 4                         | 0                             | 0                                    | 5                    | 5                             |
| Женски | 4                         | 0                             | 0                                    | 0                    | 0                             |
| УКУПНО | 8                         | 0                             | 0                                    | 5                    | 5                             |